# Euphorbia cumulata
Euphorbia cumulata R.A.Dyer es una especie fanerógama perteneciente a la familia Euphorbiaceae. Es endémica de Sudáfrica.  

## Descripción
Es un arbusto perennifolio, suculento que alcanza un tamaño de entre  0,08 a 0,2 m de altura a una altitud de 900 metros.

## Taxonomía
Euphorbia cumulata fue descrita por Robert Allen Dyer y publicado en Records of the Albany Museum 4: 92. 1931.
Etimología
Euphorbia: nombre genérico que deriva del médico griego del rey Juba II de Mauritania (52 a 50 a. C. - 23), Euphorbus, en su honor – o en alusión a su gran vientre –  ya que usaba médicamente Euphorbia resinifera. En 1753 Carlos Linneo asignó el nombre a todo el género.
cumulata: epíteto